# Lessertina
Genre
Lessertina est un genre d'araignées aranéomorphes de la famille des Cheiracanthiidae.

## Distribution
Les espèces de ce genre sont endémiques d'Afrique du Sud.

## Liste des espèces
Selon World Spider Catalog (version 20.0, 17/01/2019) :
- Lessertina capensis Haddad, 2014
- Lessertina mutica Lawrence, 1942

## Publication originale
- Lawrence, 1942 : A contribution to the araneid fauna of Natal and Zululand. Annals of the Natal Museum, vol. 10, no 2, p. 141-190.